# هوراس سميث (سياسي)
هوراس سميث هو سياسي كندي، ولد في 17 مارس 1914، وتوفي في 22 مارس 2001. انتخب عضو الجمعية التشريعية لنيو برونزويك ‏.